# Коти часу
«Коти часу» (англ. Time Pussy) — науково-фантастичне оповідання американського письменника Айзека Азімова, вперше опубліковане у квітні 1942 року журналом Astonishing Stories. Увійшло до збірки «Ранній Азімов» (1972).
Дане оповідання разом із оповіданням «Перший закон» відносяться до небилиць Азімова.

## Сюжет
Неназваний оповідач розповідає історію, яку він почув ще хлопчиком від Старого Мака, який був старателем на астероїді. Той розповів про тварин з астероїда Паллада подібних на котів, які існували в чотирьох вимірах: на додаток до звичайних просторових вимірів вони були розтягнутими в часі. На почісування за вухом вони реагували тільки через добу і могли попереджати про грабіжників за добу до пограбування. Їжу вони переварювали рівно за три години до годування, тому могли загинути, якщо їх погодувати не за розкладом. Деякі вчені на Землі були готові заплатити мільйон доларів за збережені останки кота часу, але тварини розкладалися занадто швидко після смерті. Старателі, нарешті, прийшли до ідеї замочувати котів часу в гарячій воді якраз перед їх смертю, а потім швидко заморожувати воду. Проте, спроба зберегти останню кицю зазнала невдачі, тому що вода застигла так швидко, що лід був ще теплим.